# Jan Van Winghe
Jan Van Winghe (Mechelen, 5 december 1913 - Willebroek, 27 maart 1998) was een Belgisch syndicalist en politicus voor de BSP.

## Levensloop
De vakbondssecretaris Van Winghe bouwde zijn politieke loopbaan op, eerst in Mechelen, maar vooral in Willebroek. Van 1946 tot 1952 was hij gemeenteraadslid in Mechelen en van 1953 tot 1978 was hij gemeenteraadslid en burgemeester van Willebroek. Hij was ook Antwerps provincieraadslid van 1946 tot 1949.
In 1949 werd hij verkozen tot volksvertegenwoordiger voor het arrondissement Mechelen en vervulde dit mandaat tot in 1970. Hij was ook lid van de Parlementaire Vergadering van de Raad van Europa in 1962-63 en de Raadgevende Interparlementaire Beneluxraad tussen 1957 en 1969. 
In Willebroek was hij onder meer voorzitter (1956-1960) en directeur (1961-1966) van de Samenwerkende Maatschappij Volkshuisvesting. 
Hij was ook:
- bestuurslid van de Conferentie voor locale en regionale machten,
- voorzitter van de gemengde intercommunale EZA,
- voorzitter van de intercommunale gasbedeling GGKB,
- voorzitter van Schoner Wonen,
- bestuurder van de Vereniging van Vlaamse Steden en Gemeenten.